# ポカ
ポカ（ぽか）は、
1. 花札を用いた競技の一つ。
2. 失敗、凡プレイ 特に重大なものは「大ポカ」ともいう。
3. 日本のアイドルグループ・日向坂46のマスコットキャラクター。

以下、1. 花札の遊戯について記載する。

## 概要
- 親とビキの二人で対戦し、手札を相手よりも早く出しきり、碁石5個を先取りした方が勝者となるスピーディな競技。内容が単純明快で、初心者でもわかりやすくできるのが特徴。
- 碁石5個で勝負が決まることから「五文勝負（ごもんしょうぶ）」とも呼ばれる。また、碁石3個で勝負を競う方法もあり、その場合は「三文勝負（さんもんしょうぶ）」と云われた。
- ポカ（もしくは大ポカ）は「失敗」「凡プレイ」といった意味があるが、花札における「ポカ」の由来は定かではない。

## 競技の流れ
使用道具
花札（1組48枚）、碁石などの点数表示が出来るもの
必要人数
基本的に2人（親とビキ）で行う。3人以上参加する場合は親を決める「めくり札」で上位者（月の若い札）2人が参加することになる。

### 競技方法
1. 親とビキを決め、競技開始前に碁石を十数個用意し場の一隅へ置く。
2. 互いに手札を6枚ずつ持つ。残りの36枚は山札とする。
3. 山札の一番上をめくり、台札（だいふだ - 基準となる札）を決める。
4. 台札を基準に、親から1月上がりの札を手札から出す。例えば、台札が藤（4月）なら、親は菖蒲（5月）を出す。桐（12月）からは松（1月）に続く。親が該当する札がなければビキに順番を交代する。ビキも該当する札がない場合、親がもう一枚山札をめくり、それを新しい台札とする。
5. 台札に続く札を、連続する順序で複数所持している場合はまとめて一括で出せる。例えば、台札が菊（9月）で、手札に紅葉（10月）・柳（11月）・桐（12月）・松（1月）とある場合はそれらをまとめて出せる。ただし、二重する同じ月の札はまとめて出すことは出来ない。例えば、台札が菊（9月）で手札に紅葉（10月）を2枚以上所持していたとしても、出せるのは1枚に限定されている。
6. 競技が途中まで進み、出せる手札がなくなった場合は、そのプレイヤーが山札をめくり、新たな台札とする（この際、山札は台札の予備を果たす）。
7. 新しい台札を決めたプレイヤーは、相手に順番を回す。
8. 先述の説明を繰り返し、先に手札を出し切ったプレイヤーは碁石1個を獲得する。その時点で競技は打ち切られ、先述から新たにやり直す。それを繰り返し、先に碁石を5個獲得したプレイヤーを勝者とする。

このほかにも、以下のような特殊ルールが存在する。

### 特殊ルール
一二つけ打ち（いちにつけうち）
場の台札が松（1月）で、（本来、梅（2月）から出さなければならないが）手札に松（1月）と梅（2月）があれば2枚まとめて出せる。
　別のルールでは、
　場の台札が松（1月）か、梅（２月）の場合、台札と同じ月の札を何枚でも出せる。この場合付け打ちとは、台札に便乗して打つことをいう。
化札（ばけふだ）
他の札の代用となる札のことで鬼札（おにふだ）ともいう。本項ではポカについての化札について説明する。
本競技では「松のタン」「松に鶴」「梅に鴬」の3枚が化札となる。ただし、同じ松や梅でもこれ以外の化札にはならない。
使用例は、台札が藤（4月）の場合、「松に鶴（1月）」を菖蒲（5月）の代わりに出すことができる。また、「梅に鴬（2月）」を牡丹（6月）の代わりとして出すことができる。さらに、2枚ともある場合は2枚とも出せる。といった具合である。
役と役代
以下の表が、ポカにおける役である。「総出し」以外はすべて手役。また、手役のみで碁石を5個獲得すれば、その時点で一回戦終了となる。
| 名称                   | 役の内容                                                                               | 役代    |
| ---------------------- | -------------------------------------------------------------------------------------- | ------- |
| 総出し                 | 最初の一手で全手札を出しきること （競技開始前に公表しなければならない）                | 碁石2個 |
| 三双（みつくっつき）   | 同月札が2枚ずつ、3組手札にあるとき                                                     | 碁石2個 |
| ピン三枚               | 松が手札に3枚あるとき                                                                  | 碁石2個 |
| 化三枚（ばけさんまい） | 3枚の化札がそっくり手札にあるとき                                                      | 碁石2個 |
| ブッタクリ             | 同月札が4枚とも手札にあるとき （ただし、二人ともブッタクリだった場合は引き分けとなる） | 碁石5個 |

## PCゲーム
- 『花札てんこもり』

UNBARANCEから発売されたPC用ディスク。当作品に「ポカ」が収録されている。Windows 98/Me/XP/Vista/7に対応。